# ویکی کریپس
ویکی کریپس (انگلیسی: Vicky Krieps؛ زادهٔ ۴ اکتبر ۱۹۸۳) هنرپیشه اهل لوکزامبورگ است. وی از سال ۲۰۰۸ میلادی تاکنون مشغول فعالیت بوده‌است.

## فیلمشناسی
- هانا
- بی‌نام
- تحت‌تعقیب‌ترین مرد
- دو زندگی
- کلنیا
- کارل مارکس جوان
- رشته خیال
- دختری در تار عنکبوت
- موبیوس
- جزیره برگمن
- آخرین ورمیر
- شیر داغ